# 紐約聯邦準備銀行大樓

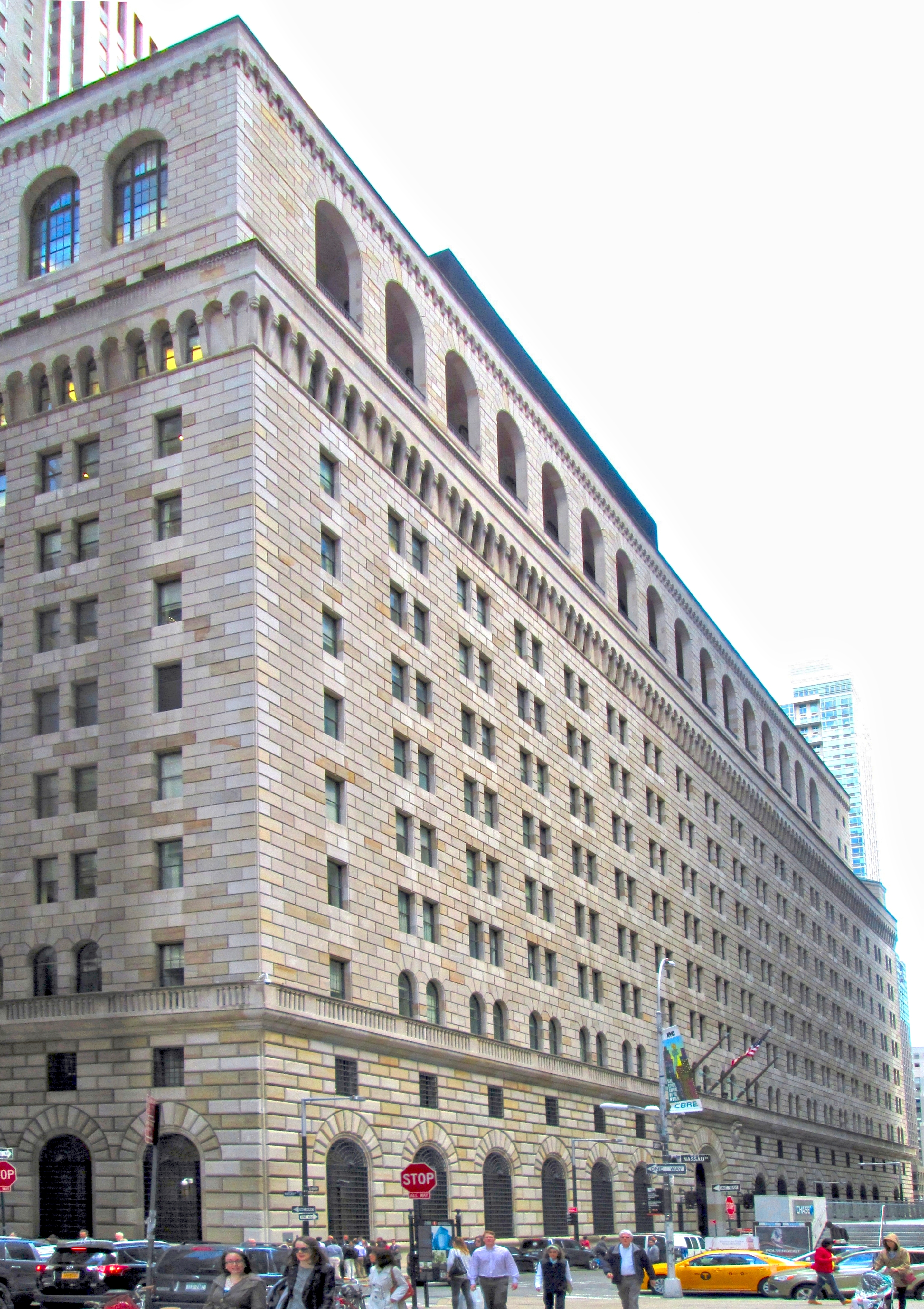
紐約聯邦準備銀行大樓外觀

紐約聯邦準備銀行大樓，有时也用自由街33號（33 Liberty Street）作为代称，是美國紐約市下曼哈頓金融區的一座建築。這座建築是紐約聯邦儲備銀行的辦公地點。
紐約聯準銀行大樓修建於1919年至1924年，在1935年進行擴建。紐約聯準銀行大樓在1966年被列入紐約市地標，在1980年被列入國家史蹟名錄。

## 金庫

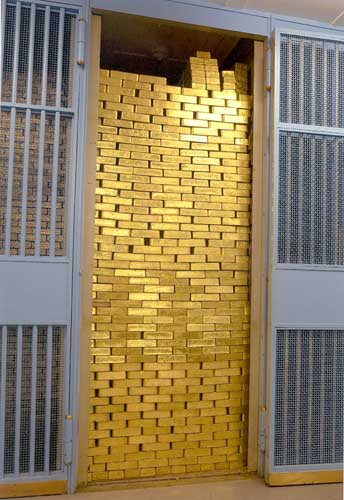
紐約聯準銀行的金庫

紐約聯邦準備銀行地底下有一座全球最大金庫，深度達15公尺，約有半個足球場大，兼具防震、防火、防水等功能，用于寄存各国中央银行的部分黄金储备。截至2018年5月，金庫存有約50萬根金條，總重6,200噸，現值 2,400 億至 2,600 億美元，占全球近四分之一黃金供給。其寄存不需要服务费，只有金条进出金库或所有权变更而移动存放地时需要收取少量手续费。

## 外部連結
- 官方网站